# Isaac Chavarría
Isaac María Chavarría (Ciudad de Mendoza, 3 de junio de 1842 - Maipú, 25 de junio de 1928) fue un abogado y político argentino que ejerció distintos cargos políticos nacionales y provinciales, y fue Ministro del Interior de la Nación en 1886.

## Biografía
Tras estudiar en el Colegio Nacional de Concepción del Uruguay, se doctoró en derecho en Buenos Aires en 1869.
Fue miembro del Superior Tribunal de Justicia de la Provincia de Mendoza y posteriormente Ministro de Gobierno provincial, durante la gobernación de Francisco Civit. Participó en la defensa de su gobierno durante la revolución de 1874 y colaboró con el coronel Julio Argentino Roca, a quien conoció en ocasión de la Batalla de Santa Rosa; fue también auditor de guerra durante el consejo de guerra a que fue sometido el general José Miguel Arredondo.
Fue diputado nacional por su provincia entre 1874 y 1878, y nuevamente entre 1880 y 1884.
Fue interventor federal en la provincia de Santiago del Estero, y miembro de diversas comisiones. A principios del 1886, el presidente Julio Argentino Roca lo nombró Ministro del Interior, cargo desde el cual organizó la Liga de Gobernadores que llevó a la presidencia a Miguel Juárez Celman. El 23 de octubre de 1896 logró la sanción de la Ley Nacional número 1891, que dio origen a la creación del Ferrocarril Nordeste Argentino.
Tras ser diputado provincial en Mendoza, en 1890 fue nombrado presidente del Banco Hipotecario Nacional, cargo que ejerció hasta 1902, ocasión en que se vio obligado a renunciar tras haber facilitado una enorme suma de dinero al gobierno nacional para la compra de acorazados sin autorización del Directorio.
Fue convencional constituyente nacional en 1898, presidente del Centro Vitivinícola Nacional y miembro de la comisión que dirigió la construcción del Monumento al Ejército de los Andes en el paraje llamado Cerro de la Gloria. También formó parte de la comisión organizadora de la Exposición Nacional de 1900 en Buenos Aires.
Falleció en Maipú, provincia de Mendoza, en 1928. La localidad de Chavarría, en la provincia de Corrientes, recuerda a este ministro.